# Diane Nash
Diane Nash (Chicago, 15 maggio 1938) è un'attivista statunitense.

## Biografia
Diane Nash è nota come attivista nella lotta per l'uguaglianza, la nonviolenza e la giustizia sociale fin dagli anni Sessanta: ha condotto i Freedom Riders nel 1961 e ha organizzato la marcia da Selma a Montgomery che ha ispirato il film Selma - La strada per la libertà.
Nel 1959 Nash si trasferì a Nashville, dove si unì al movimento per i diritti civili, lavorando con la Student Nonviolent Coordinating Committee (SNCC) e organizzando manifestazioni di protesta contro la segregazione razziale, determinata a ottenere l'uguaglianza per i neri americani.
Nel 1961, Nash si unì ai Freedom Riders, un gruppo multirazziale di attivisti che viaggiavano in autobus attraverso il Sud degli Stati Uniti per sfidare le leggi sulla segregazione e che contribuì a promuovere la riforma delle leggi razziali.
Nel 1965, Nash partecipò alla marcia da Selma a Montgomery, una delle più grandi e importanti manifestazioni del movimento per i diritti civili organizzata per protestare contro la discriminazione dei neri americani nella registrazione degli elettori e per chiedere una legge federale che garantisse il diritto di voto. La marcia fu violentemente interrotta dalla polizia che attaccò i manifestanti. Tuttavia, la marcia portò alla promulgazione della Legge sul diritto di voto del 1965, che eliminò molte delle barriere alla registrazione degli elettori per i neri americani.
Nel luglio 2022, Nash è stata insignita della medaglia presidenziale della libertà dal presidente degli Stati Uniti d'America Joe Biden.